# Сім шпаг месника
«Сім шпаг месника» (італ. Le sette spade del vendicatore) — італо-французький пригодницько-історичний фільм 1962 року, поставлений режисером Ріккардо Фредою. Сценарій фільму створено Р. Фредою та Філіппо Санжюстом на основі п'єси Адольфа Д'Еннері та сценарію «Дон Сезар де Базан» (фр. Don Cesare di Bazan, 1942).

## Сюжет
Іспанія, кінець XVI століття. Три роки провоювавши з Францією в армії Філіпа III, граф Карлос де Базан (Бретт Гелсі) повертається в родовий замок. Там він дізнається, що батько його помер, а майно передане його кузенові, герцогові де Сааведре, який обіцяє усе йому відшкодувати. Дону Карлосу стає відомо про змову проти Філіпа III. Уцілівши після декількох замахів і страти за несправедливим звинуваченням у вбивстві першого міністра, Базан витрачає усі сили на боротьбу зі змовниками, на чолі яких стоїть герцог де Сааведра. Ті ж планують заманити в замок Базана короля, який здатний забути про все, побачивши симпатичні личка. Філіп III не на жарт захоплений прекрасною Ізабеллою, на якій донові Карлосу довелося одружуватися у в'язниці. На це його підштовхнув кузен, нібито щоб допомогти донові Карлосу уникнути страти: нова дружина повинна була замовити за нього слівце у високих колах. Філіп III має бути схоплений на представленні п'єси, написаної кардиналом, духовним радником монарха. Проте операція зривається стараннями дона Карлоса і банди розбійників, які насправді є вірними слугами корони. Дон Карлос вбиває кузена на дуелі в кімнаті для тортур замку. Герцог падає в рів з піраньями, виритий для його ворогів. Філіп III дякує донові Карлоса та Ізабеллі, які знову разом і щасливі, за сміливість і гостинність. Потім він сідає в карету, разом з кардиналом: до нещастя короля, той готується переказати йому п'єсу, оскільки постановка була зірвана.

## У ролях

Б. Альтаріба та Б. Гелсі у сцені з фільму

| • Бретт Гелсі         | … | Дон Карлос де Базан |
| • Беатріче Альтаріба  | … | Ізабелла            |
| • Джуліо Бозетті      | … | герцог де Сааведра  |
| • Габрієле Антоніні   | … | Філіп III           |
| • Маріо Скачча        | … | кардинал            |
| • Габрієле Тінті      | … | Корво               |
| • Альберто Соррентіно | … | Санчо               |
| • Якопо Теккі         | … | інтендант           |
| • Аніта Тодеско       | … | Катеріна            |

## Знімальна група
- Автор сценарію — Ріккардо Фреда та Філіппо Санжюст, за п'єсою Адольфа Д'Еннері та сценарію «Дон Сезар де Базан» (фр. Don Cesare di Bazan, 1942)
- Режисер-постановник — Ріккардо Фреда
- Продюсер — Чіно дель Дука
- Композитор — Франко Манніно
- Оператор — Раффаеле Маскіоккі
- Монтаж — Франко Фратічеллі
- Художник-постановник — Антоніо Мартіні

## Про фільм
З французької версії фільму були вирізані декілька сцен за участю кардинала. Ці скорочення були зроблені за наполяганням «Французької католицької кінематографічної служби» за згодою французького співпродюсера за практикою, що проіснувала до кінця 1960-х років.